# Bradysia sachalinensis
Bradysia sachalinensis är en tvåvingeart som beskrevs av Werner Mohrig och Nina Krivosheina 1989. Bradysia sachalinensis ingår i släktet Bradysia och familjen sorgmyggor.
Artens utbredningsområde är Litauen. Inga underarter finns listade i Catalogue of Life.